# Перрия-Колломб, Кристоф
Кристоф Перрия-Колломб (фр. Christophe Perrillat-Collomb; род. 19 января 1979, Annecy) — французский лыжник, участник двух Олимпийских игр и пяти чемпионатов мира, победитель этапа Кубка мира. Специалист дистанционных гонок.

## Карьера
В Кубке мира Перрия-Колломб дебютировал 3 марта 2000 года, в феврале 2004 года одержал единственную в карьере победу на этапе Кубка мира, в эстафете. Кроме этого имеет на своём счету 3 попадания в тройку лучших на этапах Кубка мира, все в эстафетах, в личных гонках дважды попадал в десятку лучших. Лучшим достижением Перрии-Колломба в общем итоговом зачёте Кубка мира является 70-е место в сезоне 2005/06.
На Олимпийских играх 2002 года в Солт-Лейк-Сити занял 56-е место в скиатлоне 10+10 км и 8-е место в эстафете, так же стартовал в масс-старте на 30 км свободным стилем, но сошёл с дистанции.
На Олимпийских играх 2006 года в Турине был 34-м в скиатлоне 15+15 км, 24-м в гонке на 15 км классическим стилем и 4-м в эстафете.
За свою карьеру принимал участие в пяти чемпионатах мира, лучший результат 6-е место в эстафете на чемпионате мира 2005 года в Оберстдорфе, а в личных гонках 15-е место в масс-старте на 50 км классическим стилем на том же чемпионате.